# Opération Tannenbaum
Pour les articles homonymes, voir Tannenbaum.
 (mai 2019).
Si vous disposez d'ouvrages ou d'articles de référence ou si vous connaissez des sites web de qualité traitant du thème abordé ici, merci de compléter l'article en donnant les références utiles à sa vérifiabilité et en les liant à la section « Notes et références ».

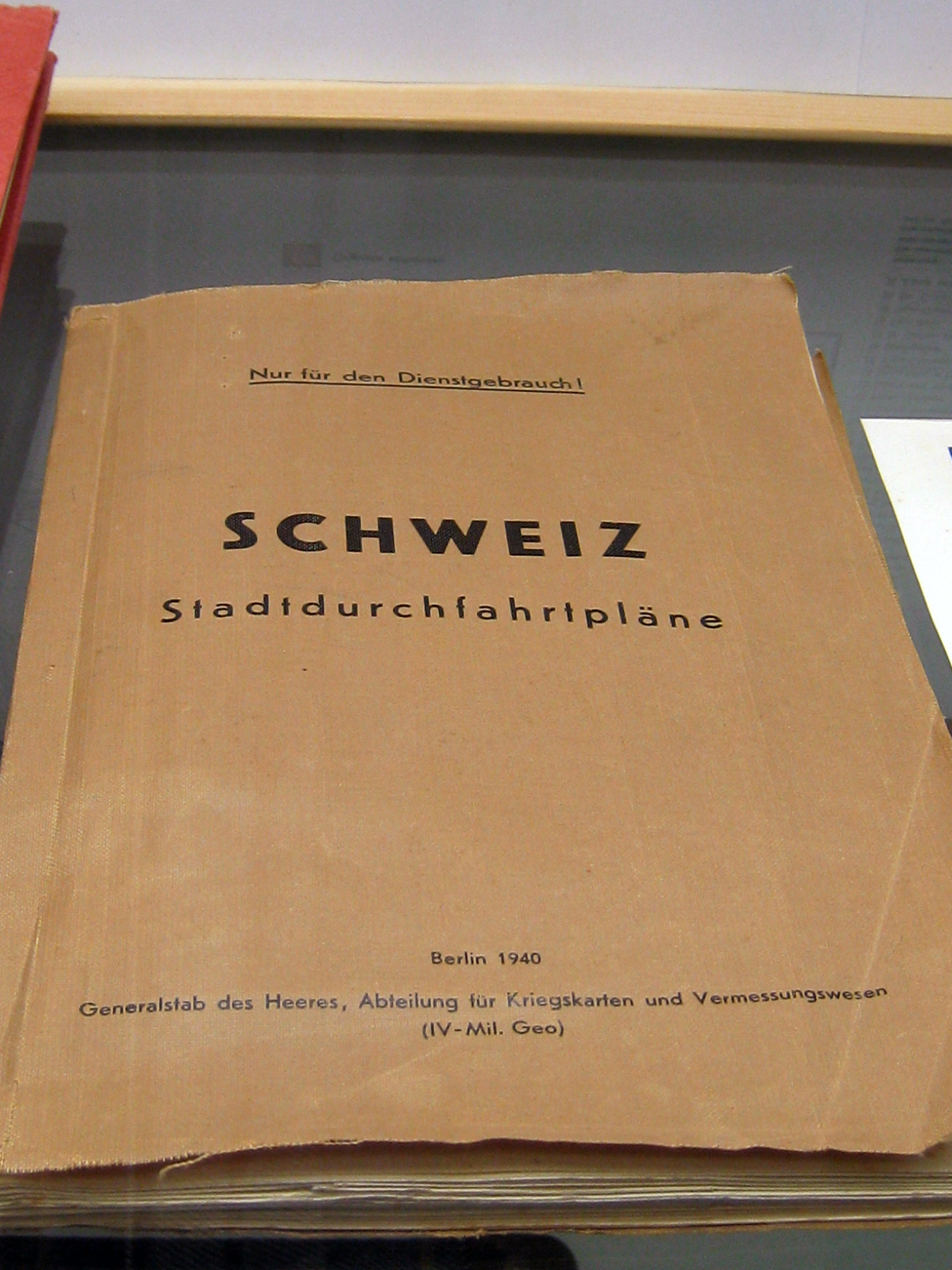
Plan des villes Suisses en vue de l'invasion

L’opération Tannenbaum (« sapin ») était un plan du Troisième Reich qui visait à envahir la Suisse durant la Seconde Guerre mondiale. Ce projet n'a jamais été mis en œuvre.

## Contexte
Avant le déclenchement de la Seconde Guerre mondiale, Adolf Hitler a assuré à plusieurs reprises que l'Allemagne respecterait la neutralité de la Suisse en cas de conflit militaire en Europe. En février 1937, il annonça au conseiller fédéral suisse Edmund Schulthess que « dans tous les cas, nous respecterons l'inviolabilité et la neutralité de la Suisse », réitérant cette promesse peu de temps avant l'invasion de la Pologne. 

### Attitude des nazis envers la Suisse
Lors d'une rencontre avec le dirigeant de l'Italie fasciste, Benito Mussolini, et le ministre des Affaires étrangères, Galeazzo Ciano, en juin 1941, Hitler exprima assez clairement son opinion sur la Suisse :
« La Suisse possédait le peuple et le système politique les plus dégoûtants et les plus misérables. Les Suisses étaient les ennemis mortels de la nouvelle Allemagne. »
Lors d'une discussion ultérieure, le ministre allemand des Affaires étrangères, Joachim von Ribbentrop, a directement évoqué la possibilité de séparer la Suisse entre les deux puissances de l'Axe :
« Sur la demande du Duce de savoir si la Suisse, en tant que véritable anachronisme, avait un avenir, le ministre des Affaires étrangères du Reich a souri et a dit au Duce qu'il devrait en discuter avec le Führer. »
En août 1942, Hitler décrivit en outre la Suisse comme « un bouton sur le visage de l'Europe » et comme un État qui n'avait plus le droit d'exister, dénonçant le peuple suisse comme « une branche mal léguée de notre peuple ». Du point de vue des nazis, la Suisse, est une petite démocratie multilingue décentralisée où les locuteurs allemands ressentaient davantage une affinité avec leurs concitoyens suisses francophones qu'avec leurs frères allemands de l'autre côté de la frontière. C'était l'antithèse du racial Führerprinzip, homogène et collectivisé. Hitler croyait également que l'État suisse indépendant avait été créé à une époque de faiblesse temporaire du Saint Empire romain germanique. Maintenant que le pouvoir allemand avait été rétabli après la prise de pouvoir par les nationalistes, la Suisse en tant que pays indépendant est une idée obsolète.
Bien que Hitler ait méprisé les Suisses allemands à l'esprit démocratique comme « la branche égarée du peuple allemand », il a néanmoins reconnu leur statut d'Allemand. En outre, les objectifs politiques ouvertement pan-allemands du parti nazi appelaient à l'unification de tous les Allemands en une Grande Allemagne, qui incluait le peuple suisse. Le premier objectif du programme national-socialiste en 25 points était le suivant : « Nous [le Parti national-socialiste] demandons l'unification de tous les Allemands de la Grande Allemagne sur la base du droit des peuples à l'autodétermination ».
Dans leurs cartes de la Grande Allemagne, les manuels allemands comprenaient les Pays-Bas, la Belgique, l'Autriche, la Bohême-Moravie, les parties germanophones de la Suisse et la Pologne occidentale de Dantzig (aujourd'hui Gdańsk) à Cracovie. Ignorant le statut d'État souverain de la Suisse, ces cartes montraient souvent son territoire sous la forme d'un Gau allemand. L'auteur de l'un de ces manuels, Ewald Banse, a expliqué : « Naturellement, nous vous considérons comme des descendants de la nation allemande, aux côtés des Hollandais, des Flamands, des Lorrains, des Alsaciens, des Autrichiens et des Bohémiens... Un jour, nous nous regrouperons tous autour d’une même bannière et tous ceux qui voudront nous séparer seront exterminés ! » Plusieurs nazis se sont exprimés sur l’intention allemande de « repousser les limites de l’Allemagne jusqu’aux limites du vieux Saint-Empire romain germanique et même au-delà. »
Bien que n'étant pas lui-même politiquement aligné avec les nazis, et même si ses idées leur apportaient un soutien idéologique, le géopoliticien Karl Haushofer avait également plaidé en faveur de la répartition de la Suisse entre ses pays environnants, de telle sorte que la Romandie (Welschland) serait attribuée à la France de Vichy, le Tessin à l’Italie, et le centre et l’Est germanophones de la Suisse à l’Allemagne.

## Préparation du plan allemand
Le gouvernement suisse a approuvé une augmentation du budget de la défense, avec une première tranche de 15 millions de francs suisses (sur un budget total de 100 millions de francs sur plusieurs années) pour la modernisation des forces armées. Avec le retrait d'Hitler sur le Traité de Versailles en 1935, ces dépenses passèrent à 90 millions de francs. Le mousqueton 1931 devint le fusil d'infanterie standard en 1933, et était supérieur au Kar98 allemand en facilité d'utilisation, précision et poids. À la fin de la Seconde Guerre mondiale, près de 350 000 exemplaires auront été produits.
La Suisse dispose d'une forme unique de direction générale. En temps de paix, il n'y a pas d'officier ayant un grade supérieur à celui de commandant de corps (trois étoiles). Cependant, en temps de guerre et en cas de besoin, l'Assemblée fédérale élit un général pour commander l'Armée suisse. Le 30 août 1939, Henri Guisan est élu général, avec 204 voix sur 227. Il commence immédiatement à préparer la guerre.
Lorsque, deux jours après son élection, la Wehrmacht envahit la Pologne et que la Seconde Guerre mondiale commença, Guisan appela à une mobilisation générale et publia Operationsbefehl Nr. 1, la première de ce qui allait devenir une série de plans défensifs en évolution. Ce premier plan assignait les trois corps d'armée existants à l'est, au nord et à l'ouest de la Suisse, avec des réserves au centre et au sud du pays. Guisan rapportait au Conseil fédéral le 7 septembre que lorsque la Grande-Bretagne déclara la guerre à l'Allemagne, « notre armée entière était dans ses positions opérationnelles depuis dix minutes ». Son chef d'état-major général a également fait passer de 48 à 60 ans l'âge d'admissibilité au service supérieur (les hommes de cet âge formeraient les unités de Landsturm à l'arrière) et ordonné la formation d'un tout nouveau corps militaire de 100 000 hommes.
L'Allemagne a commencé à planifier l'invasion de la Suisse le 25 juin 1940, jour de la reddition de la France. Reconnaissant que la Suisse et le Liechtenstein étaient encerclés par la France occupée et les puissances de l'Axe, Guisan publia Operationsbefehl Nr. 10, une refonte complète des plans défensifs suisses existants. Dans ce plan, la Forteresse Saint-Maurice (de) à l'ouest, la Forteresse du Gothard (de) au centre et la Forteresse de Sargans (de) à l'est seront les trois points centraux du réduit national. Les Alpes seraient la forteresse des Suisses. Les 2e, 3e et 4e Corps d'armée suisses devaient retarder les actions à la frontière, tandis que le reste de l'armée devait se retirer dans le refuge alpin connu sous le nom de Réduit national. Les centres de population étaient cependant tous situés sur le plateau suisse, au nord des Alpes.
Après l'armistice avec la France, Hitler a exigé de voir des plans pour l'invasion de la Suisse. Franz Halder, le chef de l'Oberkommando des Heeres (OKH), a rappelé : « J'entendais constamment parler de la fureur d'Hitler contre la Suisse, qui, étant donné sa mentalité, aurait pu conduire à tout moment à des activités militaires pour l'armée ». Le capitaine Otto-Wilhelm Kurt von Menges de l'OKH a présenté un projet de plan pour l'invasion. Le Groupe d'armées C (HGr. C) du général Wilhelm Ritter von Leeb, dirigé par le général Wilhelm List et la 12e Armée mènera l'attaque. Leeb lui-même reconnaissait personnellement le terrain, étudiant les voies d'invasion les plus prometteuses et les chemins de moindre résistance. Menges notait dans son plan que la résistance suisse était improbable et qu'un Anschluss non-violent était le résultat le plus probable. Avec « la situation politique actuelle de la Suisse », écrit-il, « elle pourrait accéder pacifiquement aux exigences de l'ultimatum, de sorte qu'après un passage frontalier belliqueux, une transition rapide vers une invasion pacifique doit être assurée ».
Le plan allemand a continué d'être révisé jusqu'en octobre, lorsque la 12e Armée a présenté son quatrième projet, maintenant appelé « opération Tannenbaum ». Le plan initial prévoyait 21 divisions allemandes, mais ce chiffre a été ramené à 11 par l'OKH. Halder lui-même avait étudié les zones frontalières et en avait conclu que « la frontière jurassienne n'offre aucune base favorable pour une attaque. La Suisse s'élève, par vagues successives de terrain couvert de forêts sur l'axe d'une attaque. Les points de passage sur le Doubs et la frontière sont peu nombreux, la position frontalière suisse est forte. » Il décida d'organiser une feinte d'infanterie dans le Jura afin de faire sortir l'armée suisse et de la couper à l'arrière, comme cela avait été fait en France. Avec les 11 divisions allemandes et environ 15 autres divisions italiennes prêtes à entrer par le sud, les plans de l'Axe étaient d'envahir la Suisse avec entre 300 000 et 500 000 hommes.

## Plans allemands pour le régime nazi en Suisse
L'objectif politique de l'Allemagne dans la conquête de la Suisse était de récupérer la majeure partie de la population suisse « racialement appropriée » pour le peuple allemand, et visait à l'annexion directe au Reich allemand d'au moins sa partie ethnique allemande.
Dans ce but, Heinrich Himmler discuta en septembre 1941 avec son subordonné, Gottlob Berger, de l'aptitude de diverses personnes à occuper le poste de commissaire du Reich pour la « réunion » de la Suisse avec l'Allemagne. Ce fonctionnaire à choisir aurait eu pour tâche de faciliter la fusion totale des peuples suisse et allemand. Himmler tenta en outre d'étendre les SS en Suisse, avec la formation de la SS germanique Suisse en 1942.
Un document appelé Aktion S, que l'on trouve dans les dossiers de Himmler, décrit en détail le processus prévu pour l'établissement du régime nazi en Suisse depuis sa conquête initiale par la Wehrmacht jusqu'à sa consolidation complète comme province allemande. On ne sait pas si ce plan a été approuvé par des membres de haut niveau du gouvernement allemand.
Après le second armistice de Compiègne, le ministère de l'Intérieur du Reich produisit un mémorandum sur l'annexion d'une bande de l'est de la France de l'embouchure de la Somme au lac Léman, destinée à servir de réserve pour la colonisation allemande d'après guerre. La dissection prévue de la Suisse aurait concilié cette nouvelle frontière franco-allemande, annexant la région romande francophone au Reich malgré cette différence linguistique.

### Engagement italien
L'alliée de guerre de l'Allemagne, l'Italie, sous la domination de Benito Mussolini, désirait les régions italophones de la Suisse dans le cadre de ses revendications irrédentistes en Europe, en particulier le canton du Tessin. Dans un tour des régions alpines italiennes, il annonce à son entourage que « la nouvelle Europe... ne peut avoir plus de quatre ou cinq grands États ; les petits [n'auraient] plus de raison d'être et [devraient] disparaître ».
L'avenir de la Suisse dans une Europe dominée par l'Axe a été discuté lors d'une table ronde en 1940 entre le ministre italien des Affaires étrangères Galeazzo Ciano et le ministre allemand des Affaires étrangères Joachim von Ribbentrop, en présence également de Hitler. Ciano proposait qu'en cas de dissolution de la Suisse, elle soit divisée le long de la chaîne centrale des Alpes occidentales, car l'Italie souhaitait les zones situées au sud de cette ligne de démarcation dans le cadre de ses propres objectifs de guerre, ce qui lui aurait laissé le contrôle du Tessin, du Valais et des Grisons.

## Raisons de l'inexécution du plan
Il y a plusieurs hypothèses avancées pour expliquer pourquoi les Allemands ne mirent pas à exécution ce plan d'invasion :
- La meilleure occasion pour une action militaire efficace contre la Suisse était la période entre la chute de la France en juin 40, et octobre/novembre 1940. Après ce temps, le changement de climat conjugué aux forces militaires suisses n'auraient pas permis une action efficace des troupes allemandes. Après l'hiver 1940-1941, Hitler était déjà occupé à préparer l'invasion de la Grèce avec l'opération Marita et le coût d'opportunité de l'invasion helvétique aurait été trop élevé.
- La Suisse n'a pas été perçue comme une menace par l'Allemagne. Hitler était plus préoccupé de mener à bien la bataille d'Angleterre (les quelques divisions allemandes de montagne opérationnelles avaient été affectées à l'opération Seelöwe) et il pensait aussi à l'invasion de l'Union soviétique (opération Barbarossa). Déjà, dès août et septembre 1940, de grandes quantités de troupes avaient été déplacées à l'est pour parer la menace russe sur la Bessarabie.
- Du fait de sa neutralité et de son important réseau bancaire, les Allemands purent se servir des banques suisses, pays neutre alors, pour y placer de l'argent et payer certains de leurs achats avec des francs suisses.

Bien que la Wehrmacht ait simulé des mouvements vers la Suisse dans ses offensives, elle n'a jamais essayé de l'envahir. Après le Jour J, l'opération Tannenbaum fut abandonnée et la Suisse resta neutre pour la durée de la guerre. En fait, les Allemands étaient probablement dans l'incapacité de rassembler le nombre de divisions nécessaires à l'exécution de Tannenbaum après le début de l'invasion de l'Union Soviétique.

### Sources et bibliographie
- (fr) Un général suisse contre Hitler, de Jon Kimche aux éditions J'ai lu Leur aventure no A 124.
- (fr) Jean-Jacques Rapin, L'esprit des fortifications, Presse polytechniques et universitaires romandes « Le savoir suisse », Lausanne, 2004,  (ISBN 2-88074-593-4) (BNF 39012365).

- (en) Cet article est partiellement ou en totalité issu de l’article de Wikipédia en anglais intitulé « Operation Tannenbaum » (voir la liste des auteurs).